# 社会民主党 (安道尔)
社会民主党是安道爾的一个社会民主主义政黨。
2001年3月4日的選舉中，该党获得30.00%選票，在28个席位中占到6席。2005年4月24日的立法院選舉时，占38.1%選票，在28个席位中占11席。它坚持反对安道尔自由党。2009年4月26日的大选中，它在28席中占14席。

## 外部連結
- 社會民主黨 （页面存档备份，存于）